# 鈴木日葵
鈴木 日葵（すずき ひびき、1997年12月13日 - ）は、日本の元女子バレーボール選手である。

## 来歴
千葉県船橋市出身。12歳の頃、友達に誘われたのをきっかけにバレーボールを始める。
市立船橋高等学校を経て、2015年に群馬銀行グリーンウイングスの内定選手となり2016年入団（チームは当時V・チャレンジリーグII所属で2018年よりV.LEAGUE DIVISION2所属）。
2019-20シーズン、2020-21シーズンに、V.LEAGUE DIVISION2（V2）で2シーズン連続のスパイク賞を受賞。しかし、さらに自分自身のスキルを伸ばしたいと思い、さらにレベルの高い環境（V1）でのプレーを求め、2020-21シーズン終了をもって、引退も覚悟の上で移籍希望を出した。
2021年、V1リーグの埼玉上尾メディックスからオファーが届き、同チームに移籍した。群馬銀行の前監督で鈴木の恩師でもある石原昭久もスカウトとして埼玉上尾に入団した。2021年10月23日、V1リーグのJTマーヴェラス戦で第4セット途中から出場しV1デビューを果たした。
2024年、第72回黒鷲旗を最後に埼玉上尾を退団。自身のSNSで現役引退を表明した。

## 人物
2022年5月に結婚している。

## 所属チーム
- 市立船橋高等学校（2013-2016年）
- 群馬銀行グリーンウイングス（2016-2021年） 
  - #14（2016-2017年）、#3（2017-2021年）
- 埼玉上尾メディックス（2021-2024年） #4

## 受賞歴
- 2020年 - 2019-20 V.LEAGUE DIVISION2 スパイク賞
- 2021年 - 2020-21 V.LEAGUE DIVISION2 スパイク賞